# (422) Berolina
(422) Berolina – planetoida z grupy pasa głównego asteroid okrążająca Słońce w ciągu 3 lat i 120 dni w średniej odległości 2,23 j.a. Została odkryta 8 października 1896 roku w Berlinie przez Gustava Witta. Nazwa planetoidy pochodzi od łacińskiej nazwy miasta Berlin, gdzie została odkryta. Przed jej nadaniem planetoida nosiła oznaczenie tymczasowe (422) 1896 DA.